# James Donaldson
Pour les articles homonymes, voir Donaldson.
James Lee Donaldson III, né le 16 août 1957 à Heacham en Angleterre, est un ancien joueur américain de basket-ball qui a grandi en Californie et disputa 14 saisons en NBA.

## Biographie
Donaldson, pivot de 2,18 m, évolua au lycée Luther Burbank et à l'université d'État de Washington avant d'être sélectionné par les SuperSonics de Seattle lors de la draft 1979. Il joua trois saisons avec Seattle avant d'arriver aux Clippers de San Diego. Lors de la saison 1984-1985, Donaldson fut le leader de la ligue au pourcentage de réussite aux tirs avec 63,7 %, ce qui demeure toujours une des dix meilleures performances de l'histoire de la NBA.
Donaldson rejoignit les Mavericks de Dallas en 1985. Ce fut alors ses meilleures années, apportant ses qualités aux contres et aux rebonds, complétant la raquette de Dallas incluant alors Mark Aguirre, Rolando Blackman, Roy Tarpley, Derek Harper et Brad Davis. Donaldson participa au All-Star Game 1988 lors d'une saison où les Mavericks atteignirent la Finale de la Conférence Ouest, s'inclinant face aux Lakers de Los Angeles.
Après de brefs passages aux Knicks de New York et au Jazz de l'Utah au début des années 1990, des blessures obligèrent Donaldson à prendre sa retraite et il quitta la NBA en 1995 avec un total en carrière de 8203 points, 7492 rebonds et 1267 contres.
À l'issue de sa carrière NBA, il joua en Grèce pour Iraklis (1993-94) et AEL (1997-98 ligue A2).
Il vit actuellement dans la région de Seattle, où il possède une cabinet de physiothérapie. Il est aussi devenu « coach ».